# Clos et couvert

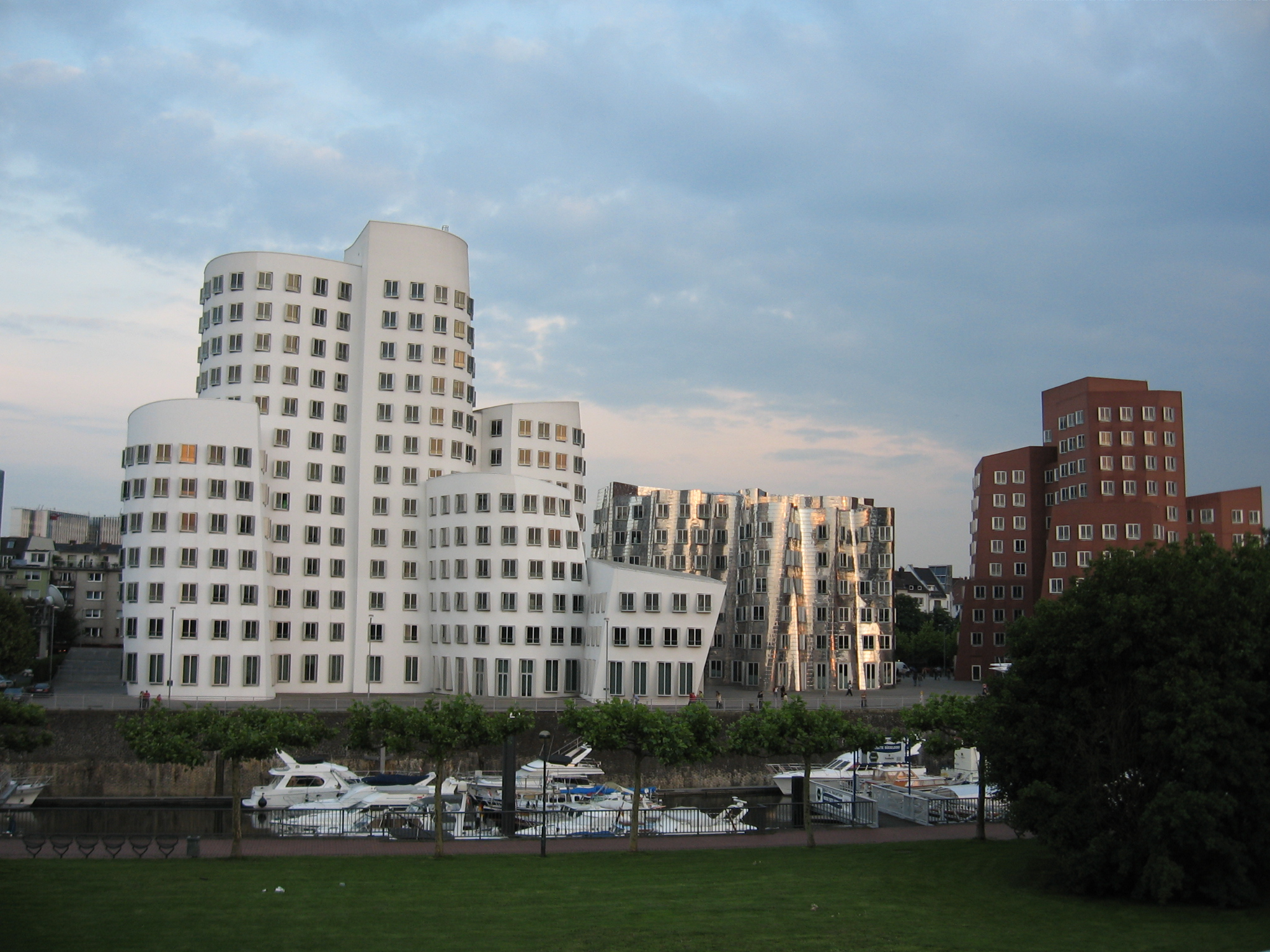
Le clos et couvert constitue l'enveloppe du bâtiment. Exemple de façades et de toiture-terrasse pour un immeuble à Düsseldorf, Frank Gehry

Le clos et couvert est l'ensemble d'éléments assurant l'étanchéité à l'eau et à l'air d'un bâtiment. On parle également de mise hors-d'eau hors-d'air du bâtiment, ou encore de la coque. Il s'agit de l'ensemble des matériaux qui constitue l'enveloppe de la construction. 
En termes de phasage des travaux, une fois le clos et couvert réalisé, les travaux de second œuvre peuvent commencer.

## Définition
Le « clos et couvert », également écrit « le clos et le couvert », désigne l'ensemble des produits de construction, pouvant constituer l'enveloppe de la construction et permettant d'éviter le passage de l'eau et de l'air.

## Éléments d'ouvrage
Les éléments d'ouvrages qui constituent le clos et couvert, sont :
- la couverture ou l'étanchéité qui forment la toiture ;
- les façades.

### La couverture ou l’étanchéité
- Cela concerne les couvertures de toutes natures. Il peut s'agir de petits éléments de couverture, comme par exemple la tuile, l'ardoise. Il peut aussi s'agir de bardeau en bois. Il n'est pas à oublier les grands éléments de couverture comme les plaques de tôles en fibrociment, ou les plaques de bacs aciers.
- Les toitures terrasses et les toitures végétalisées comprennent les complexes isolation-étanchéité.

### Les façades
- Les façades maçonnées.
- Les façades légères.

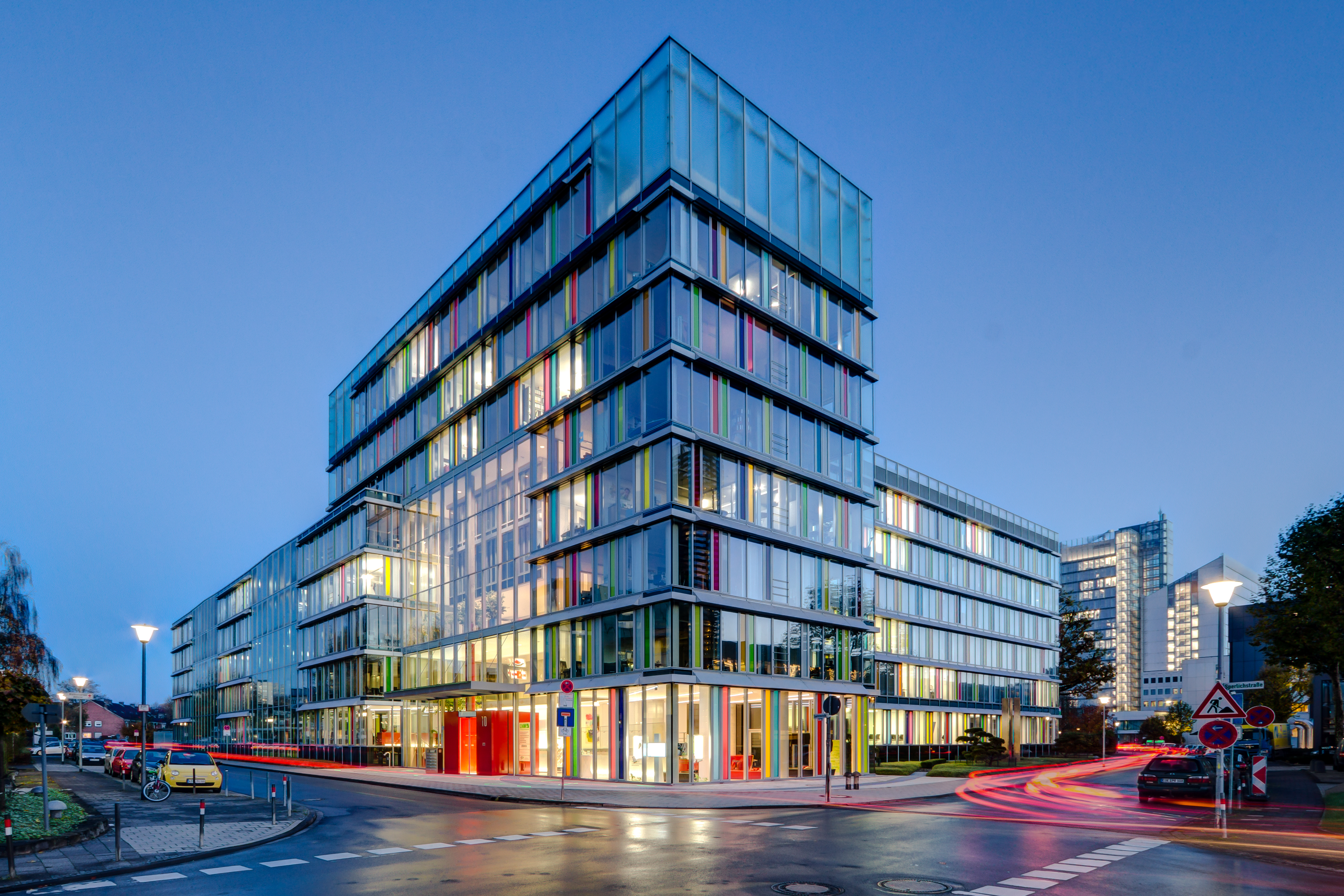
Exemple de façade légère, Bürogebäude, LVM à Münster

- Les bardages et les revêtements de façade.
- Les ouvrages de fermetures extérieures (portes, fenêtres, éléments vitrées, ...).

## Garantie décennale
La garantie décennale est, en droit de la construction français, une garantie légale à laquelle l'entrepreneur est tenu pendant un délai de dix ans à compter de la réception de l'ouvrage. Cette garantie s'applique à tous les défauts d'étanchéité à l'eau affectant le clos et couvert au titre de l'impropriété à destination.
L' article du code civil , auxquels sont rattachés cette garantie décennale, est le N°1792. Il développe sur 6 alinéas. L’article précise donc le champ d’application de la responsabilité des constructeurs. Cette dernière peut être engagée par le maître d’ouvrage, à partir de la date de réception des travaux et pendant 10 ans. Il s’agit d’une règle d’ordre public à laquelle aucune disposition contractuelle ne peut déroger, c’est-à-dire qu’un constructeur ne peut prévoir dans un contrat une clause qui lui permettrait de se dégager de cette responsabilité. Le seul moyen pour lui de s’en exonérer est de prouver que le dommage provient d’un cause étrangère, à savoir un cas de force majeure, la faute d’un tiers ou de la victime.
Dès lors, comme le prévoit la loi Spinetta du 4 janvier 1978, toute personne physique ou morale dont la responsabilité peut être engagée sur le fondement de cet article doit souscrire une assurance RCD. De son côté, le maître d’ouvrage est lui aussi soumis à une obligation : celle de contracter une assurance dommage d'ouvrage.